# Вулиця Гетьмана Полуботка (Львів)
Вулиця Гетьмана Полуботка — вулиця в Сихівському районі Львова. З'єднує вулицю Сихівську з вулицею Лірницькою.

## Історія та забудова
Від 1987 року називалася Полубоярова на честь радянського військовика Павла Полубоярова. Сучасна назва — з 1991 року на честь наказного гетьмана України 1722—1724 років Павла Полуботка.
Забудова — 9- і 14-поверхова 1980-х—1990-х років, 5-поверхова 2000-х років.